# Stade Olympique de Sousse
Stade Olympique de Sousse (arab. آلملعب آلأولمبي بسوسة) – wielofunkcyjny stadion w mieście Susa, w Tunezji. Najczęściej pełni rolę stadionu piłkarskiego, a swoje mecze rozgrywa na nim ligowa drużyna Étoile Sportive du Sahel. Stadion pomieści 40 tysięcy widzów i został zbudowany w 1973 roku. Inauguracyjne spotkanie zostało rozegrane w tamtym roku pomiędzy Étoile Sportive du Sahel i Club Africain Tunis (0:1). Dwukrotnie był areną Pucharu Narodów Afryki: w 1994 roku i 2004 roku. W 1999 roku stadion przeszedł renowację.